# Моліно-дей-Торті
Моліно-дей-Торті (італ. Molino dei Torti, п'єм. Molèj dij Tòrt) — муніципалітет в Італії, у регіоні П'ємонт,  провінція Алессандрія.
Моліно-дей-Торті розташоване на відстані близько 460 км на північний захід від Рима, 95 км на схід від Турина, 25 км на північний схід від Алессандрії.
Населення — 623 особи (2014).
Щорічний фестиваль відбувається 16 серпня. Покровитель — святий Рох.

## Демографія
Населення за роками:

Станом на 1 січня 2023 року в муніципалітеті офіційно проживало 70 іноземців з 18 країн, серед них 5 громадян країн Євросоюзу та 2 громадяни України.

## Сусідні муніципалітети
- Альцано-Скривія
- Казеї-Джерола
- Кастельнуово-Скривія
- Гуаццора
- Ізола-Сант'Антоніо